# 1.ª etapa da Volta a Espanha de 2017
A 1ª etapa da Volta a Espanha de 2017 teve lugar em 19 de agosto de 2017 na cidade francesa de Nimes, foi uma contrarrelógio por equipas sobre um percurso de 13,7 km.

## Classificação da etapa
| \| Classificação por etapas \| Classificação por etapas \| Classificação por etapas \| Classificação por etapas \| Classificação por etapas \| Classificação por etapas \| \| Equipe \| Equipe \| Tempo \| Intervalo de tempo \| Rapidez \| \| \| ------------------------ \| ------------------------ \| ------------------------ \| ------------------------ \| ------------------------ \| ------------------------ \| \| 1. \| BMC Racing Team \| 15m58s \| 0s \| 51.482 km/h \| \| \| 2. \| Quick-Step Floors \| 16m04s \| + 6s \| 51.162 km/h \| \| \| 3. \| Team Sunweb \| 16m04s \| + 6s \| 51.162 km/h \| \| \| 4. \| Sky \| 16m07s \| + 9s \| 51.003 km/h \| \| \| 5. \| Orica-Scott \| 16m15s \| + 17s \| 50.585 km/h \| \| \| 6. \| Bora-Hansgrohe \| 16m19s \| + 21s \| 50.378 km/h \| \| \| 7. \| Lotto-Soudal \| 16m22s \| + 24s \| 50.224 km/h \| \| \| 8. \| Movistar Team \| 16m22s \| + 24s \| 50.224 km/h \| \| \| 9. \| Bahrain-Merida \| 16m29s \| + 31s \| 49.869 km/h \| \| \| 10. \| Katusha-Alpecin \| 16m31s \| + 33s \| 49.768 km/h \| \| |                   |        |                    |             |
| |                   |        |                    |             |
| Fonte: ProCyclingStats |                   |        |                    |             |
| Classificação por etapas |                   |        |                    |             |
| Equipe | Equipe            | Tempo  | Intervalo de tempo | Rapidez     |
| 1. | BMC Racing Team   | 15m58s | 0s                 | 51.482 km/h |
| 2. | Quick-Step Floors | 16m04s | + 6s               | 51.162 km/h |
| 3. | Team Sunweb       | 16m04s | + 6s               | 51.162 km/h |
| 4. | Sky               | 16m07s | + 9s               | 51.003 km/h |
| 5. | Orica-Scott       | 16m15s | + 17s              | 50.585 km/h |
| 6. | Bora-Hansgrohe    | 16m19s | + 21s              | 50.378 km/h |
| 7. | Lotto-Soudal      | 16m22s | + 24s              | 50.224 km/h |
| 8. | Movistar Team     | 16m22s | + 24s              | 50.224 km/h |
| 9. | Bahrain-Merida    | 16m29s | + 31s              | 49.869 km/h |
| 10. | Katusha-Alpecin   | 16m31s | + 33s              | 49.768 km/h |

## Classificações ao final da etapa

### Classificação geral
| \| Classificação geral \| Classificação geral \| Classificação geral \| Classificação geral \| Classificação geral \| \| Ciclista \| Ciclista \| Equipe \| Tempo \| \| \| ------------------- \| -------------------- \| ------------------- \| ------------------- \| ------------------- \| \| 1. \| Rohan Dennis \| BMC Racing Team \| 15m58s \| \| \| 2. \| Daniel Oss \| BMC Racing Team \| + 0s \| \| \| 3. \| Nicolas Roche \| BMC Racing Team \| + 0s \| \| \| 4. \| Alessandro De Marchi \| BMC Racing Team \| + 0s \| \| \| 5. \| Damiano Caruso \| BMC Racing Team \| + 0s \| \| \| 6. \| Tejay van Garderen \| BMC Racing Team \| + 0s \| \| \| 7. \| Yves Lampaert \| Quick-Step Floors \| + 6s \| \| \| 8. \| David de la Cruz \| Quick-Step Floors \| + 6s \| \| \| 9. \| Bob Jungels \| Quick-Step Floors \| + 6s \| \| \| 10. \| Julian Alaphilippe \| Quick-Step Floors \| + 6s \| \| |                      |                   |        |
| |                      |                   |        |
| Fonte: ProCyclingStats |                      |                   |        |
| Classificação geral |                      |                   |        |
| Ciclista | Ciclista             | Equipe            | Tempo  |
| 1. | Rohan Dennis         | BMC Racing Team   | 15m58s |
| 2. | Daniel Oss           | BMC Racing Team   | + 0s   |
| 3. | Nicolas Roche        | BMC Racing Team   | + 0s   |
| 4. | Alessandro De Marchi | BMC Racing Team   | + 0s   |
| 5. | Damiano Caruso       | BMC Racing Team   | + 0s   |
| 6. | Tejay van Garderen   | BMC Racing Team   | + 0s   |
| 7. | Yves Lampaert        | Quick-Step Floors | + 6s   |
| 8. | David de la Cruz     | Quick-Step Floors | + 6s   |
| 9. | Bob Jungels          | Quick-Step Floors | + 6s   |
| 10. | Julian Alaphilippe   | Quick-Step Floors | + 6s   |

### Classificação por equipas
| Classificação por equipes | Classificação por equipes | Classificação por equipes | Classificação por equipes |
| Equipe                    | Equipe                    | Tempo                     |                           |
| ------------------------- | ------------------------- | ------------------------- | ------------------------- |
| 1.                        | BMC Racing Team           | 15m58s                    |                           |
| 2.                        | Quick-Step Floors         | + 6s                      |                           |
| 3.                        | Team Sunweb               | + 6s                      |                           |
| 4.                        | Sky                       | + 9s                      |                           |
| 5.                        | Orica-Scott               | + 17s                     |                           |
| 6.                        | Bora-Hansgrohe            | + 21s                     |                           |
| 7.                        | Lotto-Soudal              | + 24s                     |                           |
| 8.                        | Movistar Team             | + 24s                     |                           |
| 9.                        | Bahrain-Merida            | + 31s                     |                           |
| 10.                       | Katusha-Alpecin           | + 33s                     |                           |